# Kampung Blang (Langkahan)
Kampung Blang is een bestuurslaag in het regentschap Aceh Utara van de provincie Atjeh, Indonesië. Kampung Blang telt 214 inwoners (volkstelling 2010).